# Sergio Agüero
Sergio Leonel Agüero del Castillo (Buenos Aires, 1988. június 2. –), más néven Kun Agüero, visszavonult argentin labdarúgó. Mezén a Kun nevet viselte, a Kum-Kum nevű japán rajzfilmkarakter után. Generációjának egyik legjobb csatárának tekintik és az angol bajnokság történetének egyik legjobb játékosa. Egy évtizedet töltött a Manchester City csapatában.
Agüero az argentín Independiente csapatában kezdte meg, ahol 2003. július 5-én a legfiatalabb játékos lett, aki pályára lépett argentín bajnokság történetében, 15 évesen és 35 naposan. Az előző rekordot Diego Maradona állította be, 27 évvel korábban. 2006-ban az Atlético Madrid, ahol a világ egyik legjobb fiatal játékosa vált belőle, elnyerte a Don Balón, a Golden Boy és az Év fiatal férfi labdarúgója díjakat. Madridban megnyerte ezek mellett az Európai szuperkupát és az Európa-ligát.
2011-ben leigazolta az angol Manchester City. Itt eltöltött tíz évében öt bajnoki címet nyert el, amelyek közé tartozott egy bajnoki címet érő gól első szezonjának utolsó mérkőzésén, ezzel megnyerve a csapatnak első bajnoki címét 44 év után. Ő szerezte a klub történetében a legtöbb gólt, a negyedik legtöbbet a Premier League történetében és a legtöbb gólt szerző nem angol játékos, 184 góllal. Ez a legtöbb gól, amelyet egy játékos egy csapat színeiben szerzett. 2015-ben elnyerte a Premier League-aranycipőt, kétszer is beválasztották a PFA Év csapatába és ő szerezte a legtöbb mesterhármast a liga történetében, tizenkettőt. Rekordnak számító hat Ligakupát nyert el, egy FA-Kupát és elérte a Bajnokok Ligája-döntőt a csapattal, a City történetében először. 2021-ben ingyen csatlakozott a Barcelonához, Azonban diagnosztizálták hogy szívritmuszavara van és ennek okán ugyanebben az évben december 15-én visszavonult a labdarúgástól.
A válogatottban Agüero szerepelt az U20-as csapatban, mikor azok megnyerték a 2005-ös és a 2007-es U20-as világbajnokságot. Játszott a 2008-as olimpián aranyérmet szerző válogatottban, két gólt szerzett az elődöntőben Brazília ellen. Agüero a harmadik legtöbb gólt szerző játékos Argentína történetében és több, mint százszor volt válogatott. Három világbajnokságon (2010, 2014, 2018) és öt Copa Americán (2011, 2015, 2016, 2019, 2021) szerepelt a csapattal, az utóbbit egyszer megnyerte, 2021-ben.

## Pályafutása
Az argentin Independiente nevelése, ahol nagyszerű eredményeket ért el. Kulcsember volt már 15 évesen Oscar Ustarival együtt. Fontos és látványos gólokat lőtt a rivális River Plate és Boca Juniors ellen is. Összesen 54 mérkőzésen 23 gólt szerzett.
Ezután az Atlético Madrid lecsapott rá és csillagászati összegért, 23 millió euróért megvásárolta 2006. május 31-én. Azonnal a spanyol sztárcsapat kezdőcsapatába került Fernando Torres mellé, aki mellett csak halványabb teljesítményre volt képes. Torres Liverpoolba igazolása után Agüero lett a csapat első számú csatára a Liverpooltól érkezett Luis García előtt. Innentől jobban ment számára is a játék, fontos gólokat lőtt, többek közt kiegyenlített a Barcelona ellen, és gólt lőtt a Real Madridnak. A Manchester Cityben töltött első évében sokban hozzájárult a csapat bajnoki aranyához, a 23 góljával és az idény utolsó és egyben legdrámaibb mérkőzésén a QPR ellen.
2017. október 21-én a Burnley ellen beállította, majd november 1-jén a Napoli ellen megdöntötte Eric Brook rekordját, ezzel ő lett a Manchester City legtöbb gólt szerző játékosa, minden sorozatot számítva.
2019. február 10-én a Chelsea elleni bajnoki mérkőzésen előbb beállította, majd második góljával megdöntötte Eric Brook és Tommy Johnson rekordját, így a Manchester City legtöbb bajnoki gólját (159) szerző játékosa is Agüero lett.
2021. december 15-én szívritmuszavara miatt bejelentette visszavonulását.

## A válogatottban
Argentína menedzserének döntenie kellett, hogy a Copa América sorozatra nevezi vagy a vele egy időben lezajló U20-as világbajnokságra. Végül a fiatalok közé nevezte és Agüero vezérletével Argentína megnyerte az U20-as világbajnokságot. Sergio egyben gólkirály lett, ezután őt választották a torna legjobbjának, sőt megnyerte a FIFA legjobb fiatal játékosának járó díjat. Ezután sokan már Maradona utódjának kiáltották ki (Lionel Messivel egyetemben). Ezután a felnőtt válogatottban is bemutatkozott és gólokkal hálálta meg a bizalmat.

## Sikerei, díjai

### Klubcsapatokban
- Atlético Madrid:
  - UEFA Intertotó Kupa: 2007
  - Európa-liga: 2009–10
  - UEFA-szuperkupa: 2010

- Manchester City:
  - Premier League: 2011–12, 2013–14, 2017–18, 2018–19, 2020–21
  - Angol kupa: 2018–19
  - Angol ligakupa: 2013–14, 2015–16, 2017–18, 2018–19, 2019–20, 2020–21
  - Angol szuperkupa: 2012, 2018, 2019
  - Bajnokok Ligája döntős: 2020–21

### A válogatottban
- Argentína U23:
  - Olimpiai bajnok: 2008

- Argentína U20:
  - U20-as labdarúgó-világbajnokság: 2005, 2007

- Argentína:
  - Labdarúgó-világbajnokság döntős: 2014
  - Copa América döntős: 2015, 2016
  - Copa América: 2021

### Egyéni
- U20-as labdarúgó-világbajnokság gólkirály: 2007
- U20-as labdarúgó-világbajnokság aranylabda: 2007
- Golden Boy: 2007
- Az év fiatal férfi labdarúgója: 2009
- Premier League-aranycipő: 2014–15
- Don Balón-díj: 2007–08
- Az év Manchester City-játékosa: 2011–12, 2014–15
- Az év Manchester City-gólja: 2011–12
- Premier League – A hónap játékosa díj: 2013 októbere, 2014 novembere, 2016 januárja, áprilisa, 2018 januárja, 2019 februárja, 2020 januárja
- PFA Az év csapata: 2017–18, 2018–19
- Az év Dél-amerikai csapata: 2005
- IFFHS CONMEBOL – Az évtized csapata: 2011–2020
- Premier League Hírességek Csarnoka: 2022

## Statisztikái

### Klubcsapatokban
| Klub             | Szezon           | Liga                       | Liga            | Liga  | Kupa            | Kupa  | Ligakupa        | Ligakupa | Nemzetközi      | Nemzetközi | Egyéb           | Egyéb | Összesen        | Összesen |
| Klub             | Szezon           | Bajnokság                  | Pályára lépések | Gólok | Pályára lépések | Gólok | Pályára lépések | Gólok    | Pályára lépések | Gólok      | Pályára lépések | Gólok | Pályára lépések | Gólok    |
| ---------------- | ---------------- | -------------------------- | --------------- | ----- | --------------- | ----- | --------------- | -------- | --------------- | ---------- | --------------- | ----- | --------------- | -------- |
| Independiente    | 2002–2003        | Argentine Primera División | 1               | 0     | —               | —     | —               | —        | 0               | 0          | —               | —     | 1               | 0        |
| Independiente    | 2003–2004        | Argentine Primera División | 5               | 0     | —               | —     | —               | —        | 2               | 0          | —               | —     | 7               | 0        |
| Independiente    | 2004–2005        | Argentine Primera División | 12              | 5     | —               | —     | —               | —        | 0               | 0          | —               | —     | 12              | 5        |
| Independiente    | 2005–2006        | Argentine Primera División | 36              | 18    | —               | —     | —               | —        | 0               | 0          | —               | —     | 36              | 18       |
| Independiente    | összesen         | összesen                   | 54              | 23    | —               | —     | —               | —        | 2               | 0          | —               | —     | 56              | 23       |
| Atlético Madrid  | 2006–2007        | La Liga                    | 38              | 6     | 4               | 1     | —               | —        | 0               | 0          | —               | —     | 42              | 7        |
| Atlético Madrid  | 2007–2008        | La Liga                    | 37              | 19    | 4               | 2     | —               | —        | 9               | 6          | —               | —     | 50              | 27       |
| Atlético Madrid  | 2008–2009        | La Liga                    | 37              | 17    | 1               | 0     | —               | —        | 9               | 4          | —               | —     | 47              | 21       |
| Atlético Madrid  | 2009–2010        | La Liga                    | 31              | 12    | 7               | 1     | —               | —        | 16              | 6          | —               | —     | 54              | 19       |
| Atlético Madrid  | 2010–2011        | La Liga                    | 32              | 20    | 4               | 3     | —               | —        | 4               | 3          | 1               | 1     | 41              | 27       |
| Atlético Madrid  | összesen         | összesen                   | 175             | 74    | 20              | 7     | —               | —        | 38              | 19         | 1               | 1     | 234             | 101      |
| Manchester City  | 2011–2012        | Premier League             | 34              | 23    | 1               | 1     | 3               | 1        | 10              | 5          | 0               | 0     | 48              | 30       |
| Manchester City  | 2012–2013        | Premier League             | 30              | 12    | 4               | 3     | 0               | 0        | 5               | 2          | 1               | 0     | 40              | 17       |
| Manchester City  | 2013–2014        | Premier League             | 23              | 17    | 3               | 4     | 2               | 1        | 6               | 6          | —               | —     | 34              | 28       |
| Manchester City  | 2014–2015        | Premier League             | 33              | 26    | 1               | 0     | 1               | 0        | 7               | 6          | 0               | 0     | 42              | 32       |
| Manchester City  | 2015–2016        | Premier League             | 30              | 24    | 1               | 1     | 4               | 2        | 9               | 2          | —               | —     | 44              | 29       |
| Manchester City  | 2016–2017        | Premier League             | 31              | 20    | 5               | 5     | 1               | 0        | 8               | 8          | —               | —     | 45              | 33       |
| Manchester City  | 2017–2018        | Premier League             | 25              | 21    | 3               | 2     | 4               | 3        | 7               | 4          | —               | —     | 39              | 30       |
| Manchester City  | 2018–2019        | Premier League             | 33              | 21    | 2               | 2     | 3               | 1        | 7               | 6          | 1               | 2     | 46              | 32       |
| Manchester City  | 2019–2020        | Premier League             | 24              | 16    | 2               | 2     | 3               | 3        | 3               | 2          | 0               | 0     | 32              | 23       |
| Manchester City  | 2020–2021        | Premier League             | 12              | 4     | 0               | 0     | 1               | 0        | 7               | 2          | —               | —     | 20              | 6        |
| Manchester City  | összesen         | összesen                   | 275             | 184   | 22              | 20    | 22              | 11       | 69              | 43         | 2               | 2     | 390             | 260      |
| Barcelona        | 2021–2022        | La Liga                    | 4               | 1     | 0               | 0     | —               | —        | 1               | 0          | 0               | 0     | 5               | 1        |
| Karrier összesen | Karrier összesen | Karrier összesen           | 508             | 282   | 42              | 28    | 22              | 11       | 110             | 62         | 3               | 3     | 685             | 386      |

### A válogatottban
| Nemzet    | Évek     | Pályára lépések | Gólok |
| --------- | -------- | --------------- | ----- |
| Argentína | 2006     | 2               | 0     |
| Argentína | 2007     | 4               | 1     |
| Argentína | 2008     | 9               | 4     |
| Argentína | 2009     | 6               | 2     |
| Argentína | 2010     | 5               | 2     |
| Argentína | 2011     | 8               | 5     |
| Argentína | 2012     | 7               | 2     |
| Argentína | 2013     | 8               | 5     |
| Argentína | 2014     | 10              | 1     |
| Argentína | 2015     | 10              | 10    |
| Argentína | 2016     | 11              | 1     |
| Argentína | 2017     | 4               | 2     |
| Argentína | 2018     | 5               | 3     |
| Argentína | 2019     | 8               | 3     |
| Argentína | 2020     | 0               | 0     |
| Argentína | 2021     | 4               | 0     |
| Összesen  | Összesen | 101             | 41    |

### Góljai a válogatottban
| #   | Dátum                        | Helyszín                                                             | Ellenfél            | Gól | Eredmények | Verseny                                                         |
| --- | ---------------------------- | -------------------------------------------------------------------- | ------------------- | --- | ---------- | --------------------------------------------------------------- |
| 1.  | 2007. november 17.           | Estadio Monumental Antonio Vespucio Liberti, Buenos Aires, Argentína | Bolívia             | 1–0 | 3–0        | 2010-es labdarúgó-világbajnokság-selejtező (CONMEBOL)           |
| 2.  | 2008. március 26.            | Kairói Nemzetközi Stadion, Kairó, Egyiptom                           | Egyiptom            | 1–0 | 2–0        | Barátságos mérkőzés                                             |
| 3.  | 2008. június 4.              | Qualcomm Stadium, San Diego, Egyesült Államok                        | Mexikó              | 4–1 | 4–1        | Barátságos mérkőzés                                             |
| 4.  | 2008. szeptember 6.          | Estadio Monumental Antonio Vespucio Liberti, Buenos Aires, Argentína | Paraguay            | 1–1 | 1–1        | 2010-es labdarúgó-világbajnokság-selejtező (CONMEBOL)           |
| 5.  | 11 October 2008. október 11. | Estadio Monumental Antonio Vespucio Liberti, Buenos Aires, Argentína | Uruguay             | 2–0 | 2–1        | 2010-es labdarúgó-világbajnokság-selejtező (CONMEBOL)           |
| 6.  | 2009. március 28.            | Estadio Monumental Antonio Vespucio Liberti, Buenos Aires, Argentína | Venezuela           | 4–0 | 4–0        | 2010-es labdarúgó-világbajnokság-selejtező (CONMEBOL)           |
| 7.  | 2009. augusztus 12.          | Lokomotyiv Stadion, Moszkva, Oroszország                             | Oroszország         | 1–1 | 3–2        | Barátságos mérkőzés                                             |
| 8.  | 2010. május 24.              | Estadio Monumental Antonio Vespucio Liberti, Buenos Aires, Argentína | Kanada              | 5–0 | 5–0        | Barátságos mérkőzés                                             |
| 9.  | 2010. szeptember 7.          | Estadio Monumental Antonio Vespucio Liberti, Buenos Aires, Argentína | Spanyolország       | 4–1 | 4–1        | Barátságos mérkőzés                                             |
| 10. | 2011. június 20.             | Estadio Monumental Antonio Vespucio Liberti, Buenos Aires, Argentína | Albánia             | 3–0 | 3–0        | Barátságos mérkőzés                                             |
| 11. | 2011. július 1.              | Estadio Ciudad de La Plata, La Plata, Argentína                      | Bolívia             | 1–1 | 1–1        | 2011-es Copa América                                            |
| 12. | 2011. július 11.             | Mario Alberto Kempes Stadion, Córdoba, Argentína                     | Costa Rica          | 1–0 | 3–0        | 2011-es Copa América                                            |
| 13. | 2011. július 11.             | Mario Alberto Kempes Stadion, Córdoba, Argentína                     | Costa Rica          | 2–0 | 3–0        | 2011-es Copa América                                            |
| 14. | 2011. november 15.           | Estadio Metropolitano Roberto Meléndez, Barranquilla, Kolumbia       | Kolumbia            | 2–1 | 2–1        | 2014-es labdarúgó-világbajnokság-selejtező (CONMEBOL)           |
| 15. | 2012. június 2.              | Estadio Monumental Antonio Vespucio Liberti, Buenos Aires, Argentína | Ecuador             | 1–0 | 4–0        | 2014 FIFA 2014-es labdarúgó-világbajnokság-selejtező (CONMEBOL) |
| 16. | 2012. október 12.            | Estadio Malvinas Argentinas, Mendoza, Argentína                      | Uruguay             | 2–0 | 2–0        | 2014-es labdarúgó-világbajnokság-selejtező (CONMEBOL)           |
| 17. | 2013. február 6.             | Friends Arena, Stockholm, Svédország                                 | Svédország          | 2–1 | 3–2        | Barátságos mérkőzés                                             |
| 18. | 2013. június 11.             | Estadio Olímpico Atahualpa, Quito, Ecuador                           | Ecuador             | 1–0 | 1–1        | 2014-es labdarúgó-világbajnokság-selejtező (CONMEBOL)           |
| 19. | 2013. szeptember 10.         | Estadio Defensores del Chaco, Asunción, Paraguay                     | Paraguay            | 2–1 | 5–2        | 2014-es labdarúgó-világbajnokság-selejtező (CONMEBOL)           |
| 20. | 2013. november 18.           | Busch Stadium, St. Louis, Egyesült Államok                           | Bosznia-Hercegovina | 1–0 | 2–0        | Barátságos mérkőzés                                             |
| 21. | 2013. november 18.           | Busch Stadium, St. Louis, Egyesült Államok                           | Bosznia-Hercegovina | 2–0 | 2–0        | Barátságos mérkőzés                                             |
| 22. | 2014. szeptember 3.          | Esprit Arena, Düsseldorf, Németország                                | Németország         | 1–0 | 4–2        | Barátságos mérkőzés                                             |
| 23. | 2015. március 31.            | MetLife Stadium, East Rutherford, Egyesült Államok                   | Ecuador             | 1–0 | 2–1        | Barátságos mérkőzés                                             |
| 24. | 2015. június 6.              | Estadio San Juan del Bicentenario, San Juan, Argentína               | Bolívia             | 2–0 | 5–0        | Barátságos mérkőzés                                             |
| 25. | 2015. június 6.              | Estadio San Juan del Bicentenario, San Juan, Argentína               | Bolívia             | 3–0 | 5–0        | Barátságos mérkőzés                                             |
| 26. | 2015. június 6.              | Estadio San Juan del Bicentenario, San Juan, Argentína               | Bolívia             | 4–0 | 5–0        | Barátságos mérkőzés                                             |
| 27. | 2015. június 13.             | Estadio La Portada, La Serena, Chile                                 | Paraguay            | 1–0 | 2–2        | 2015-ös Copa América                                            |
| 28. | 2015. június 16.             | Estadio La Portada, La Serena, Chile                                 | Uruguay             | 1–0 | 1–0        | 2015-ös Copa América                                            |
| 29. | 2015. június 30.             | Estadio Municipal de Concepción, Concepción, Chile                   | Paraguay            | 5–1 | 6–1        | 2015-ös Copa América                                            |
| 30. | 2015. szeptember 4.          | BBVA Compass Stadium, Houston, Egyesült Államok                      | Bolívia             | 2–0 | 7–0        | Barátságos mérkőzés                                             |
| 31. | 2015. szeptember 4.          | BBVA Compass Stadium, Houston, Egyesült Államok                      | Bolívia             | 4–0 | 7–0        | Barátságos mérkőzés                                             |
| 32. | 2015. szeptember 9.          | AT&T Stadion, Egyesült Államok                                       | Mexikó              | 1–2 | 2–2        | Barátságos mérkőzés                                             |
| 33. | 2016. június 10.             | Soldier Field, Chicago, Egyesült Államok                             | Panama              | 5–0 | 5–0        | 2016-os Copa América                                            |
| 34. | 2017. november 11.           | Luzsnyiki Stadion, Moszkva, Oroszország\|                            | Oroszország         | 1–0 | 1–0        | Barátságos mérkőzés                                             |
| 35. | 2017. november 14.           | Krasnodar Stadium, Krasznodar, Oroszország                           | Nigéria             | 2–0 | 2–4        | Barátságos mérkőzés                                             |
| 36. | 2018. május 29.              | La Bombonera, Buenos Aires, Argentína                                | Haiti               | 4–0 | 4–0        | Barátságos mérkőzés                                             |
| 37. | 2018. június 16.             | Otkrityije Aréna, Moszkva, Oroszország                               | Izland              | 1–0 | 1–1        | 2018-as világbajnokság                                          |
| 38. | 2018. június 30.             | Kazany Aréna, Kazany, Oroszország                                    | Franciaország       | 3–4 | 3–4        | 2018-as világbajnokság                                          |
| 39. | 2019. június 23.             | Arena do Grêmio, Porto Alegre, Brazília                              | Katar               | 2–0 | 2–0        | 2019-es Copa América                                            |
| 40. | 2019. július 6.              | Arena Corinthians, São Paulo, Brazília                               | Chile               | 1–0 | 2–1        | 2019-es Copa América                                            |
| 41. | 2019. november 18.           | Bloomfield Stadion, Tel-Aviv, Izrael                                 | Uruguay             | 1–1 | 2–2        | Barátságos mérkőzés                                             |